# Harrogate Town Association Football Club
Maillots
Actualités
Dernière mise à jour : 7 juillet 2021.
Le Harrogate Town Association Football Club est un club de football anglais basé à Harrogate. Le club évolue depuis la saison 2020-2021 en EFL League Two (quatrième division anglaise).

## Histoire
- 2018 : Le club est promu en National League (cinquième division anglaise).
- 2020 : Le club est promu en EFL League Two (quatrième division anglaise) grâce à sa victoire en finale des barrages d'accession.

## Palmarès
- FA Trophy
  - Vainqueur : 2020

## Anciens joueurs
- Neil Aspin
- David Harvey
- Noel Whelan